# موج مثلثی

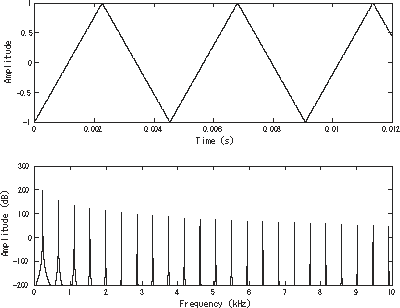
یک موج مثلثی رسم شده بر حسب زمان (شکل بالا) و دیگری بر حسب فرکانس

موج مثلثی (انگلیسی: Triangle wave) یک موج غیرسینوسی است که به دلیل شکل مثلثی‌اش این‌چنین نام‌گذاری شده است. این نوع موج متناوب و با توجه به تقارن شکل موج تنها شامل هارمونیک‌های فرد است.

## هارمونیک‌ها

شکل موج‌های سینوسی، مربعی، مثلثی و دندانه‌ای

موج مثلثی را می‌توان به صورت زیر از جمع توابع دیگر تشکیل داد:
{\displaystyle {\begin{aligned}x_{\mathrm {triangle} }(t)&{}={\frac {8}{\pi ^{2}}}\sum _{k=0}^{\infty }(-1)^{k}\,{\frac {\sin \left(2\pi (2k+1)ft\right)}{(2k+1)^{2}}}\\&{}={\frac {8}{\pi ^{2}}}\left(\sin(2\pi ft)-{1 \over 9}\sin(6\pi ft)+{1 \over 25}\sin(10\pi ft)-\cdots \right)\end{aligned}}}

## تعریف
موج مثلثی با دامنهٔ یک و دوره تناوب ۲a را می‌توان به صورت زیر تعریف کرد:
{\displaystyle x(t)={\frac {2}{a}}\left(t-a\left\lfloor {\frac {t}{a}}+{\frac {1}{2}}\right\rfloor \right)(-1)^{\left\lfloor {\frac {t}{a}}+{\frac {1}{2}}\right\rfloor }}
{\displaystyle x(t)=\left|2\left({t \over a}-\left\lfloor {t \over a}+{1 \over 2}\right\rfloor \right)\right|}
{\displaystyle x(t)=2\left|2\left({t \over a}-\left\lfloor {t \over a}+{1 \over 2}\right\rfloor \right)\right|-1}
{\displaystyle \int \operatorname {sgn}(\sin(x))\,dx\,}
{\displaystyle y(x)=|x\,{\bmod {\,}}4-2|-1}
عبارت کامل تر با دوره تناوب ۲π و با شروع از {\displaystyle y(0)=0} به شکل زیر خواهد بود:
{\displaystyle y(x)=\left|4\left(\left({\frac {x}{2\pi }}-0.25\right)\,{\bmod {\,}}1\right)-2\right|-1}